# Рибняк (Расіня)
Рибняк (хорв. Ribnjak) — населений пункт у Хорватії, в Копривницько-Крижевецькій жупанії у складі громади Расіня.

## Населення
Населення за даними перепису 2011 року становило 50 осіб.
Динаміка чисельності населення поселення: